# Sinfonietta nr. 2 (Kallstenius)
Edvin Kallstenius voltooide zijn Sinfonietta nr. 2 in 1946.
De sinfonietta is een verkleinvorm van de symfonie en dat geldt ook voor deze. Hij is korter en lichter van opzet dan de symfonieën van Kallstenius, wiens symfonieën toch al relatief kort waren. Net als in zijn symfonieën is er een driedelige opzet:
- Pezzo capitale, allegro moderato e lirico
- Espressivo
- Finale gagliardo.

Ook in dit werk had Kallstenius geen succesformule gevonden. Het moest tot 16 april 1950 wachten tot een eerste uitvoering plaatsvond. Het werd tijdens een matinee gespeeld, maar werd wel live uitgezonden voor de radio. Sten Fryberg gaf leiding aan het Symfonieorkest van de Zweedse Radio. Daarna belandde het werk op de planken.